# Залецкое
Залецкое — озеро в Осташковском городском округе Тверской области России.
В озеро впадают протоки из озер Глубокого и Долгого, вытекает протока, соединяющая его с озером Селигер. 
На южном берегу озера расположены деревни Глубочица и Острицы.

## Данные водного реестра
По данным государственного водного реестра России относится к Верхневолжскому бассейновому округу, водохозяйственный участок реки — Волга от Верхневолжского бейшлота до г. Зубцов без р. Вазуза от истока до Зубцовского г/у. Речной бассейн реки — (Верхняя) Волга до Куйбышевского водохранилища (без бассейна Оки).
Код объекта в государственном водном реестре — 08010100411110000000565.